# Maison
Maison är en svensk kortfilm från 2004, skriven och regisserad av Ann Holmgren. I rollerna ses Amanda Kernell och Marika Lagercrantz.

## Handling
Maison handlar om en dotter som försöker att nå sin slutna mor.

## Rollista
- Amanda Kernell – Lovisa
- Marika Lagercrantz – modern

## Om filmen
Maison producerades av Johan Lundkvist för Filmcentrum Norr och Film i Västerbotten. Budgeten låg på 60 000 svenska kronor och inspelningen ägde rum i Umeå med Niklas Nyberg som fotograf. Filmen klipptes av Katarina Wiklund och premiärvisades den 19 september 2004 på Umeå filmfestival.